# Euplexia aurigera
Euplexia aurigera là một loài bướm đêm trong họ Noctuidae.